# سیکست
سیکست (انگلیسی: Sixt) شرکت اجاره خودرو آلمانی است، که در سال ۱۹۱۲ تأسیس شد.